# Pintér Attila (labdarúgó, 1966)
Pintér Attila (Salgótarján, 1966. május 7. –) válogatott labdarúgó, hátvéd, labdarúgóedző. Beceneve: Pinyő

## Pályafutása

### Klubcsapatban
1984 és 1989 között a Ferencváros labdarúgója volt. 1990-ben Belgiumba szerződött, a Beerschot csapatához, de még ebben az évben visszatért az FTC-hez, ahol 1991-ig játszott. Ezt követően labdarúgó pályafutása végéig sűrűn váltott klubot. A következő idényben a BVSC játékosa volt, majd szerepelt Dunaszerdahelyen, Budafokon, Győrött, Baján, a Vasasban, Koroncón és végül a DVTK-ban. A magyar élvonalban összesen 224 mérkőzésen szerepelt és 20 gólt szerzett.

### A válogatottban
1986 és 1991 között 20 alkalommal szerepelt a válogatottban és 3 gólt szerzett.
Tagja volt az 1984-es ifjúsági Európa-bajnokságot nyert csapatnak, majd 1986-ban az utánpótlás Európa-bajnokság bronzérmes válogatottnak.

### Edzőként
Edzői pályafutását 1994-ben, Baján kezdte játékos-edzőként. 1997 és 1999 között Sárváron, 2000 és 2002 között Celldömölkön, majd a következő idényben Pápán volt edző. 2003-ban az élvonalbeli Matáv Sopron vezetőedzője lett, de idény közben a Ferencvároshoz szerződött, ahol Garami Józsefet váltotta. A Fradival bajnokságot és kupát nyert. 2004-ben visszatért Sopronba, ahol szintén kupagyőztes lett a csapattal. A 2005–06-os idényben a Vasas vezetőedzője volt a 15 tavaszi mérkőzésen.
2009-ben a Győri ETO szerződtette vezetőedzőnek. Irányításával a 2009–2010-es szezonban a harmadik helyet szerezte meg a bajnokságban az ETO, ami Európa-liga selejtezős indulást jelentett. Az El-ben kiejtették a szlovák Nitrát, a kazah Atiraut, majd a francia Montpellier-t is, végül a Dinamo Zagreb ellen estek ki. A 2010–2011-es szezonban csapata elmaradt a várakozásoktól. A Vasas elleni, 2011. március 5-ei hazai vereség után távozott Győrből. Egy év múlva visszatért, 2012. március 6-án ismét őt nevezték ki a győri klub élére. A 2012-2013-as szezonban vezetésével a Győri ETO 30 év után ismét NBI-es bajnoki címet nyert. 2015. december 30-án lett az akkor még az NB II-ben szereplő Mezőkövesd-Zsóry edzője, akikkel az év végén bajnoki második helyezést és feljutást ünnepelhetett. Csapatával az élvonalban sem vallott szégyent, a 2016–2017-es bajnokság őszi szezonját az ötödik helyen zárták, amikor december 22-én bejelentették, hogy Pintér lett az NB II-es Puskás Akadémia FC vezetőedzője.
A 2016–2017-es másodosztályú bajnokságban bajnoki címet szerzett a csapattal és feljuttatta a klubot az élvonalba. A 2017–2018-as élvonalbeli idényben az újonc Puskás AFC a hatodik helyen végzett és kupadöntőt játszott, amit büntetőkkel veszítettek el az Újpest ellenében. 2018. június 4-én Pintér közös megegyezéssel távozott a csapat éléről. 2020. november 11-től ismét a Mezőkövesd Zsóry FC vezetőedzője lett. A 2020–2021-es idény végén 8. helyen végzett a csapat az irányításával, ám miután a következő szezont a vártnál gyengébben kezdték, és nyolc fordulót követően a bajnokságban csak a 10. helyen állt a csapat, 2021. október 4-én közös megegyezéssel távozott a posztjáról. 2022 április 13-tól az NB II-es III. Kerületi TVE csapatát irányította. 2024 szeptember elején ismét a Vasas vezetőedzője lett.

#### Szövetségi kapitányként
2013. december 19-én a magyar labdarúgó-válogatott szövetségi kapitányává nevezték ki. 2014. szeptember 18-án Csányi Sándor, a Magyar Labdarúgó-szövetség elnöke bejelentette, hogy Pintér Attilát azonnali hatállyal menesztették. Pintér utódjaként Dárdai Pál kapott ideiglenes megbízást.

## Családja
Fia, Pintér Attila Filip utánpótlás válogatott labdarúgó.

## Sikerei, díjai

### Játékosként
Ferencvárosi TC
- Magyar bajnokság:
- Ezüstérem (2) : 1988–89, 1990–91
- Bronzérem (1) : 1989–90
- Magyar kupa (1990-ig: MNK)
  - Győztes (1): 1991
  - Döntős (1): 1989

 Válogatott
- Ifjúsági Európa-bajnokság
  - Európa-bajnok (1): 1984

### Edzőként
Ferencvárosi TC:
- Magyar bajnokság:
  - Bajnok (1): 2003–04
- Magyar kupa
  - Győztes (1): 2004

Matáv Sopron:
- Magyar kupa
  - Győztes (1): 2005

Győri ETO FC:
- Magyar bajnokság
  - Bajnok (1): 2012–13
  - Bronzérem (2): 2009–10, 2011–12

Edzői statisztika:
| Csapat          | –tól               | –ig                  | Statisztika | Statisztika | Statisztika | Statisztika | Statisztika | Statisztika | Statisztika | Statisztika |
| Csapat          | –tól               | –ig                  | M           | GY          | D           | V           | RG          | KG          | GK          | GY %        |
| --------------- | ------------------ | -------------------- | ----------- | ----------- | ----------- | ----------- | ----------- | ----------- | ----------- | ----------- |
| FC Sopron       | 2003. június 11.   | 2003. december 22.   | 16          | 6           | 4           | 6           | 19          | 22          | –3          | 37,5%       |
| Ferencváros     | 2003. december 23. | 2004. július 2.      | 16          | 7           | 4           | 5           | 21          | 15          | +6          | 43,8%       |
| FC Sopron       | 2004. november 2.  | 2005. július 11.     | 18          | 8           | 5           | 5           | 28          | 20          | +8          | 44,4%       |
| Vasas           | 2005. december 20. | 2006. június 25.     | 14          | 2           | 4           | 8           | 14          | 22          | –8          | 14,3%       |
| Győri ETO       | 2009. július 1.    | 2011. március 6.     | 64          | 28          | 22          | 14          | 91          | 56          | +35         | 43,8%       |
| Győri ETO       | 2012. március 6.   | 2013. december 19.   | 72          | 43          | 14          | 15          | 131         | 77          | +54         | 59,7%       |
| Magyarország    | 2013. december 19. | 2014. szeptember 11. | 5           | 2           | 1           | 2           | 8           | 6           | +2          | 40%         |
| Mezőkövesdi SE  | 2015. december 30. | 2016. december 21.   | 36          | 20          | 7           | 9           | 50          | 30          | +20         | 55,5%       |
| Puskás Akadémia | 2016. december 22. | 2018. június 4.      | 61          | 28          | 15          | 18          | 96          | 69          | +27         | 45,9%       |
| Mezőkövesdi SE  | 2015. december 30. | 2016. december 21.   | 19          | 10          | 6           | 3           | 32          | 25          | +7          | 52,6%       |
| Összesítve      | Összesítve         | Összesítve           | 321         | 154         | 82          | 85          | 490         | 342         | +148        | 49,03%      |

Minden tétmérkőzést számítva, Frissítve: 2021.03.19.

## Statisztika

### Mérkőzései a válogatottban
| Magyarország | Magyarország         | Magyarország                           | Magyarország  | Magyarország | Magyarország            | Magyarország | Magyarország | Magyarország   |
| #            | Dátum                | Helyszín                               | Hazai         | Eredmény     | Vendég                  | Kiírás       | Gólok        | Esemény        |
| ------------ | -------------------- | -------------------------------------- | ------------- | ------------ | ----------------------- | ------------ | ------------ | -------------- |
| 1.           | 1986. október 15.    | Budapest, Népstadion                   | Magyarország  | 0 – 1        | Hollandia               | Eb-selejtező | -            |                |
| 2.           | 1988. március 26.    | Brüsszel, Heysel Stadion               | Belgium       | 3 – 0        | Magyarország            | barátságos   | -            |                |
| 3.           | 1988. április 27.    | Budapest, Népstadion                   | Magyarország  | 0 – 0        | Anglia                  | barátságos   | -            |                |
| 4.           | 1988. május 4.       | Budapest, Népstadion                   | Magyarország  | 3 – 0        | Izland                  | barátságos   | -            |                |
| 5.           | 1988. május 10.      | Budapest, Népstadion                   | Magyarország  | 2 – 2        | Dánia                   | barátságos   | -            |                |
| 6.           | 1988. május 17.      | Budapest, Népstadion                   | Magyarország  | 0 – 4        | Ausztria                | barátságos   | -            |                |
| 7.           | 1988. szeptember 21. | Reykjavík, Laugardarsvöllur            | Izland        | 0 – 3        | Magyarország            | barátságos   | -            | 46'            |
| 8.           | 1988. november 15.   | Pireusz, Karaiszkákisz Stadion         | Görögország   | 3 – 0        | Magyarország            | barátságos   | -            |                |
| 9.           | 1988. december 11.   | Ta’ Qali                               | Málta         | 2 – 2        | Magyarország            | vb-selejtező | -            | 86'            |
| 10.          | 1989. október 11.    | Budapest, Népstadion                   | Magyarország  | 2 – 2        | Spanyolország           | vb-selejtező | 2            | 39' 83'        |
| 11.          | 1989. október 25.    | Budapest, Népstadion                   | Magyarország  | 1 – 1        | Görögország             | barátságos   | -            |                |
| 12.          | 1989. november 15.   | Sevilla, Ramón Sánchez Pizjuán Stadion | Spanyolország | 4 – 0        | Magyarország            | vb-selejtező | -            |                |
| 13.          | 1990. március 20.    | Budapest, Üllői úti Stadion            | Magyarország  | 2 – 0        | Egyesült Államok        | barátságos   | -            |                |
| 14.          | 1990. március 28.    | Budapest, Népstadion                   | Magyarország  | 1 – 3        | Franciaország           | barátságos   | 1            | 38' (11-esből) |
| 15.          | 1990. április 11.    | Salzburg, Lehen Stadion                | Ausztria      | 3 – 0        | Magyarország            | barátságos   | -            |                |
| 16.          | 1990. május 28.      | Nîmes, Costiéres Stadion (FRA)         | Magyarország  | 3 – 0        | Egyesült Arab Emírségek | barátságos   | -            |                |
| 17.          | 1990. június 2.      | Budapest, Fáy utcai Stadion            | Magyarország  | 3 – 1        | Kolumbia                | barátságos   | -            |                |
| 18.          | 1990. október 10.    | Bergen, Brann Stadion                  | Norvégia      | 0 – 0        | Magyarország            | Eb-selejtező | -            |                |
| 19.          | 1991. február 19.    | Rosario, Estadio Gigante de Arroyito   | Argentína     | 2 – 0        | Magyarország            | barátságos   | -            |                |
| 20.          | 1991. október 30.    | Szombathely, Rohonci úti stadion       | Magyarország  | 0 – 0        | Norvégia                | Eb-selejtező | -            |                |
|              | Összesen             |                                        |               | 20           | mérkőzés                |              | 3            | gól            |

### Mérkőzései szövetségi kapitányként
| Magyarország | Magyarország        | Magyarország                    | Magyarország | Magyarország | Magyarország   | Magyarország | Magyarország | Magyarország |
| #            | Dátum               | Helyszín                        | Hazai        | Eredmény     | Vendég         | Kiírás       | Gólok        | Esemény      |
| ------------ | ------------------- | ------------------------------- | ------------ | ------------ | -------------- | ------------ | ------------ | ------------ |
| 1.           | 2014. március 5.    | Győr, ETO Park                  | Magyarország | 1 – 2        | Finnország     | barátságos   | -            |              |
| 2.           | 2014. május 22.     | Debrecen, Nagyerdei stadion     | Magyarország | 2 – 2        | Dánia          | barátságos   | -            |              |
| 3.           | 2014. június 4.     | Budapest, Puskás Ferenc Stadion | Magyarország | 1 – 0        | Albánia        | barátságos   | -            |              |
| 4.           | 2014. június 7.     | Budapest, Puskás Ferenc Stadion | Magyarország | 3 – 0        | Kazahsztán     | barátságos   | -            |              |
| 5.           | 2014. szeptember 7. | Budapest, Groupama Aréna        | Magyarország | 1 – 2        | Észak-Írország | Eb-selejtező | -            |              |
|              | Összesen            |                                 |              | -            | mérkőzés       |              | -            | gól          |